# Judith Vizuete Recuenco
Judith Vizuete Recuenco   (Granollers, 20 de juliol de 1995) és una jugadora d'handbol catalana, que ocupa la posició de central.
Formada al planter del Club Balonmano Granollers, amb el primer equip es proclamà campiona de la Divisió d'Honor Plata la temporada 2013-14 i aconseguí l'ascens a la Divisió d'Honor, on hi debutà l'any següent. Va ser la màxima golejadora de la Lliga Iberdrola la temporada 2018-19, i fou nominada com a MVP de la temporada. Per altra banda, aconseguí cinc Supercopes de Catalunya entre 2014 i 2018. L'estiu del 2019 fitxà pel BM Salud de Santa Cruz de Tenerife i 'any següent competí a la Lliga romanesa, amb el CSU Cluj-Napoca (2021-21), el CS Dacia Mioveni 2012 (2021-24) i el CS Măgura Cisnădie (2024-25). La temporada 2025-26 fitxà pel KH-7 BM Granollers, en la seva segona etapa amb el club granollerí.
També ha competit amb la modalitat d'handbol platja Ha competit internacionalment amb la selecció espanyola absoluta entre 2017 i 2018. Guanyà una medalla de bronze al campionat d'Europa de 2017 i finalitzà en la quarta posició al campionat del Món de 2018.